# Trafik AB Stockholm-Kvarnholmen
Trafik AB Stockholm-Kvarnholmen (TSK) var ett bussbolag ägt av Kooperativa Förbundet som existerade mellan 1931 och 1968.
Kvarnholmen i Nacka hette ursprungligen Hästholmen. År 1927 startades busstrafik dit. Trafik AB Stockholm-Hästholmen grundades 1931, och inköptes av Kooperativa Förbundet 1939. KF var ägare till kvarnanläggningarna på ön och anlade också bostäder där. Holmen fick nytt namn av postala skäl (förväxling med Hästholmen i Östergötland), även trafikbolaget bytte då namn till Trafikaktiebolaget Stockholm-Kvarnholmen (TSK). 
Från 14 januari 1942 infördes trådbussdrift och ändhållplatsen förlades då till Nytorgsgatan. För KF:s räkning kördes även trådlastbilar mellan kvarnarna och godsbangården vid Södra station. Den 29 september 1959 upphörde trådbusstrafiken och ersattes av dieseldrift. Trådlastbilarna gick någon månad till.
Den 1 oktober 1968 tog AB Storstockholms Lokaltrafik (SL) över trafiken. TSK var det första företag, vars verksamhet helt inlemmades i SL. Busslinje 53 förlängdes med vissa turer (53K) ut till Kvarnholmen. Därmed hade ett trafikföretags hela verksamhet ersatts med en förlängning av en annan redan befintlig linje. 
Själva företaget levde dock vidare under annat namn och med en helt annan verksamhet.